# Saint-Genest-de-Contest
 Saint-Genest-de-Contest là một xã thuộc tỉnh Tar trong vùng Occitanie ở phía nam nước Pháp. Xã này nằm ở khu vực có độ cao trung bình 281 mét trên mực nước biển.
Sông Dadou tạo thành ranh giới phía bắc thị trấn.